# روزنامه‌نگاری فناوری
روزنامه‌نگاری فناوری یک فعالیت یا محصولی از روزنامه‌نگار است که مطالب چندرسانه‌ای، صوتی، تصویری و نوشتاری را به هدف انتشار در رسانه‌ها تولید می‌کند و بر موضوعات مرتبط با فناوری تمرکز دارد.
روزنامه‌نگاری فناوری شامل دسته‌هایی مثل اخبار، گزارش‌ها و تحلیل‌هایی است که موضوعات گسترده و مختلفی را شامل می‌شود که می‌توانند دربارهٔ فناوری ارتباطات، اینترنت، رسانه‌های اجتماعی، صنعت فناوری اطلاعات، تحقیقات علمی، روباتیک، قوانین و امنیت دنیای دیجیتال باشند.
یک روش روزنامه‌نگاری فناوری یعنی بررسی محصولات، ممکن است روزنامه‌نگار را با تجربهٔ اظهار نظر دربارهٔ ابزارها یا برنامه‌های خاص که امتیاز دارند، آشنا کند.

## روزنامه‌نگار فناوری
به عنوان یک شغل، روزنامه‌نگاران فناوری برای مشتریانی می‌نویسند که به مطالبی مثل تلفن‌های هوشمند، تبلت‌ها و کنسول‌های بازی علاقه دارند. قسمت دیگر روزنامه‌نگاری فناوری، فناوری اقتصادی است که می‌گوید تجارت چگونه می‌تواند فناوری‌های جدید را برای بدست آوردن سود تجاری به کار گیرد.
روزنامه‌نگاران فناوری معمولاً با کارشناسان در حوزه‌های مختلف مثل تحلیل و تجزیه، رایانش ابری، متن‌باز و … مصاحبه می‌کنند و اطلاعات به دست آمده را با مخاطبان خود به اشتراک می‌گذارند.